# Friedrich Pietzker
 Wilhelm Friedrich Christian Pietzker (* 18. Dezember 1844 in Sondershausen; † 11. Juli 1916 in Nordhausen) war ein deutscher Lehrer, Autor von mathematischen Schulbüchern und Politiker.

## Leben
Friedrich Pietzker war ein Sohn des Juristen und Politikers Karl Christian Julius Ferdinand Pietzker, der u. a. an dem Landesgrundgesetz für Schwarzburg-Sondershausen mitgearbeitet hat.
Er studierte an den Universitäten in Berlin, Königsberg und Göttingen Mathematik und wirkte anschließend als Mathematiklehrer in Tarnowitz und später als Professor und Oberlehrer am Königlichen Gymnasium in Nordhausen. Er war Vorsitzender des Fördervereins für den mathematischen und naturwissenschaftlichen Unterricht und Herausgeber von dessen Zeitschrift Unterrichtsblätter. Er nahm an der zeitgenössischen Diskussion über eine Universalsprache wie Volapük teil.
1897 wurde er Mitglied der Deutschen Mathematiker-Vereinigung.
Am 9. Juli 1906 wurde Friedrich Pietzker in der Fachsektion Mathematik und Astronomie unter der Matrikel-Nr. 3225 als Mitglied in die Leopoldina aufgenommen.
Pietzker wurde 1913 unter den Bedingungen des Dreiklassenwahlrechts als Kandidat der Fortschrittlichen Volkspartei ins Preußische Abgeordnetenhaus gewählt.
Sein Sohn Felix Pietzker (1879–1913) war Marineschiffbaumeister und kam 1913 bei der Explosion des Marineluftschiffs „L 2“ ums Leben.

## Schriften (Auswahl)
- Ueber den Werth des mathemathischen Unterrichts für die formale Bildung. In: Jahres-Bericht der Realschule I. Ordnung zu Tarnowitz über das Schuljahr 1874/75, Tarnowitz 1875, S. 3‒16.
- [Beitrag] in: Der Zudrang zu den gelehrten Berufsarten, seine Ursachen und etwaigen Heilmittel. Zwei vom Allgemeinen Deutschen Realschulmänner-Verein preisgekrönte Arbeiten. Salle, Braunschweig 1889, S. 1‒38.
- Ueber die Möglichkeit einer künstlichen Universalsprache. Hamburg 1889. Digitalisat.
- Zur Kritik des Volapüks. Mit Rücksicht auf die Zukunft desselben. Halle 1889. Digitalisat.
- Die Gestaltung des Raumes. Kritische Untersuchungen über die Grundlagen der Geometrie. Salle, Braunschweig 1891. Digitalisat.
- Das humanistische Element im exaktwissenschaftlichen Unterricht. In: Königliches Gymnasium zu Nordhausen. Programm für das Schuljahr 1893 bis 1894. Nordhausen 1894, S. 1‒16.
- Beiträge zur Funktionen-Lehre. Teubner, Leipzig 1899. Digitalisat.
- mit Otto Presler: Dr. E. Bardeys Arithmetische Aufgaben nebst Lehrbuch der Arithmetik, vorzugsweise für Realschulen, Progymnasien und Realgymnasien. 3. Auflage. Teubner, Leipzig / Berlin 1906; Textarchiv – Internet Archive.